# Моранбон
Моранбон (кор. 모란봉구역, Moranbong-guyŏk) — один з 19 районів міста Пхеньян, столиці Північної Кореї. Знаходиться поблизу центральної частини міста, межує з центром міста. У 2008 році налічували 143404 мешканців. Складається з 17 селищ (дон). Межує з центральним районом Чунг з півдня, а також з районами Потхонґґан з південного заходу, Сосон з північного заходу і Тесон зі сходу. На терені району знаходяться чотири станції Пхеньянського метро, котрі обслуговують лінії Чхолліма і Хьоксін: Тхонґіль («Об'єднання»), Кесон («Тріумф»), Чхон'у («Товариш броні») та Чхонсуе (три перші станції на лінії Чхолліма, а станція Чонсун на лінії Хьоксін; «Цілковита перемога»).

## Історія
Район було створено в жовтні 1960 року шляхом об'єднання 13 селищ району Сосон та двох приналежних до Тесон.

## Адміністративний поділ району
До складу району входять наступні адміністративні одиниці:
| Назва          | Тип    | Chosŏn'gŭl | Hanja     |
| -------------- | ------ | ---------- | --------- |
| Пуксе-дон      | селище | 북새동     | 北塞洞    |
| Сохин-дон      | селище | 서흥동     | 西興洞    |
| Інхин-1-дон    | селище | 인흥1동    | 仁興1洞   |
| Інхин-2-дон    | селище | 인흥2동    | 仁興2洞   |
| Вольхян-дон    | селище | 월향동     | 月香洞    |
| Чінхин-дон     | селище | 진흥동     | 進興洞    |
| Кінмаиль-1-дон | селище | 긴마을1동  | 긴마을1동 |
| Кінмаиль-2-дон | селище | 긴마을2동  | 긴마을2동 |
| Піпха-1-дон    | селище | 비파1동    | 琵琶1洞   |
| Піпха-2-дон    | селище | 비파2동    | 琵琶2洞   |
| Мінхин-дон     | селище | 민흥동     | 民興洞    |
| Хинпу-дон      | селище | 흥부동     | 興富洞    |
| Чонсин-дон     | селище | 전승동     | 戰勝洞    |
| Чон'у-дон      | селище | 전우동     | 戰友洞    |
| Кесон-дон      | селище | 개선동     | 凱旋洞    |
| Сонбук-дон     | селище | 성북동     | 城北洞    |
| Чанхьон-дон    | селище | 장현동     | 長峴洞    |

## Пам'ятки на території району
- Тріумфальна арка
- Театр Моранбон
- Палац Культури ім. 8 лютого
- Торговий центр Пхеньян-Захід